# Cmentarz żydowski w Dubiecku
Cmentarz żydowski w Dubiecku – znajduje się w północnej części miasta, dokładna data jego powstania pozostaje nieznana (pierwsze wzmianki o kirkucie w Dubiecku pochodzą z połowy XVIII wieku). Jego powierzchnia wynosi 0,26 lub 0,58 ha. Podczas II wojny światowej cmentarz uległ znacznej dewastacji (do naszych czasów zachowały się jedynie pojedyncze fragmenty nagrobków) i służył jako miejsce masowych egzekucji ludności żydowskiej.